# Unione Sportiva Alessandria Calcio 1912 2014-2015
Questa voce raccoglie le informazioni riguardanti l'Unione Sportiva Alessandria Calcio 1912 nelle competizioni ufficiali della stagione 2014-2015.

## Stagione
Nella stagione 2014-2015 l'Alessandria ha disputato il ventottesimo campionato di terza serie della sua storia, prendendo parte alla nuova divisione unica istituita dalla Lega Pro. Allenata dal confermato Luca D'Angelo raccoglie 65 punti con il quinto posto finale. Con 37 punti è giunta prima al termine del girone di andata ma ha poi avuto un calo nel ritorno nel quale ha ottenuto 28 punti, arrivando a tre punti dai Play-off. Sono salite in Serie B il Novara diretto ed il Como che ha vinto i Play-off.

## Divise e sponsor
Il fornitore ufficiale di materiale tecnico per la stagione 2014-2015 è stato Acerbis, in virtù del contratto di partnership quadriennale sottoscritto nel 2013; lo sponsor di maglia è stato Relais 23.
| 1ª divisa | 2ª divisa |

## Organigramma societario
Area direttiva
- Presidente: Luca Di Masi

Area organizzativa
- Segretario generale e delegato alla sicurezza: Stefano Toti
- Segreteria amministrativa: Cristina Bortolini e Federica Rosina
- Addetto all'arbitro: Emiliano Gallione
- Responsabile rapporti con la tifoseria: Emanuele Bellingeri e Gregorio Mazzone

Area comunicazione
- Responsabile: Gigi Poggio
- Ufficio stampa: Mauro Risciglione, Michela Amisano, e Tino Pastorino
- Speaker stadio: Mauro Bavastri e Carlo Camurati

Area marketing
- Direttore Commerciale: Luca Borio
- Addetto commerciale: Federico Vaio e Alessandro Soldati

Area tecnica
- Direttore sportivo: Giuseppe Magalini
- Allenatore: Luca D'Angelo
- Allenatore in seconda: Maurizio Ferrarese
- Preparatore atletico: Marco Greco
- Preparatore dei portieri: Andrea Servili
- Recupero infortuni: Andrea Bocchio
- Magazziniere: Gianfranco Sguaizer

Area sanitaria
- Responsabile: Dr. Biagio Polla
- Medico sociale: Dr. Paolo Gentili
- Massofisioterapisti: Jacopo Capocchiano e Giuseppe Ciclista

## Rosa
| N. |                      | Ruolo | Calciatore              |
| -- | -------------------- | ----- | ----------------------- |
|    | Italia (bandiera)    | P     | Emanuele Nordi          |
|    | Italia (bandiera)    | P     | Giacomo Poluzzi         |
|    | Italia (bandiera)    | D     | Manuel Ferrani          |
|    | Argentina (bandiera) | D     | Santiago Morero         |
|    | Italia (bandiera)    | D     | Giuseppe Nicolao        |
|    | Italia (bandiera)    | D     | Andrea Pappaianni Lenzi |
|    | Italia (bandiera)    | D     | Roberto Sabato          |
|    | Italia (bandiera)    | D     | Alex Sirri              |
|    | Uruguay (bandiera)   | D     | Cristian Sosa           |
|    | Italia (bandiera)    | D     | Leonardo Terigi         |
|    | Italia (bandiera)    | C     | Gabriele Cavalli        |
|    | Brasile (bandiera)   | C     | Adriano Mezavilla       |
|    | Italia (bandiera)    | C     | Luca Mora               |

| N. |                    | Ruolo | Calciatore               |
| -- | ------------------ | ----- | ------------------------ |
|    | Italia (bandiera)  | C     | Giuseppe Picone          |
|    | Nigeria (bandiera) | C     | Kenneth Obodo            |
|    | Italia (bandiera)  | C     | Mirco Spighi             |
|    | Italia (bandiera)  | C     | Michele Valentini        |
|    | Italia (bandiera)  | C     | Ferdinando Vitofrancesco |
|    | Italia (bandiera)  | A     | Domenico Germinale       |
|    | Italia (bandiera)  | A     | Matteo Guazzo            |
|    | Italia (bandiera)  | A     | Antimo Iunco             |
|    | Italia (bandiera)  | A     | Michele Marconi          |
|    | Francia (bandiera) | A     | Julien Rantier           |
|    | Italia (bandiera)  | A     | Luigi Scotto             |
|    | Italia (bandiera)  | A     | Riccardo Taddei          |
|    | Italia (bandiera)  | A     | Lorenzo Zarmanian        |

## Calciomercato

### Sessione estiva
| Acquisti | Acquisti                 | Acquisti       | Acquisti      |
| R.       | Nome                     | da             | Modalità      |
| -------- | ------------------------ | -------------- | ------------- |
| P        | Andrea Capra             | Pordenone      | fine prestito |
| P        | Emanuele Nordi           | Trapani        | definitivo    |
| D        | Giuseppe Nicolao         | Napoli         | prestito      |
| D        | Cristian Sosa            | Unione Venezia | definitivo    |
| D        | Leonardo Terigi          | Grosseto       | definitivo    |
| C        | Francesco Ferrini        | Forlì          | fine prestito |
| C        | Adriano Mezavilla        | Juve Stabia    | definitivo    |
| C        | Kenneth Obodo            | Grosseto       | definitivo    |
| C        | Giuseppe Picone          | Albese         | fine prestito |
| C        | Ferdinando Vitofrancesco | Perugia        | definitivo    |
| A        | Matteo Guazzo            | Virtus Entella | prestito      |
| A        | Michele Marconi          | Unione Venezia | definitivo    |

| Cessioni | Cessioni                | Cessioni          | Cessioni      |
| R.       | Nome                    | a                 | Modalità      |
| -------- | ----------------------- | ----------------- | ------------- |
| P        | Andrea Capra            | OltrepoVoghera    | prestito      |
| P        | Andrea Servili          |                   | fine carriera |
| D        | Vincenzo Cammaroto      | Delta Porto Tolle | definitivo    |
| D        | Alessio Mariotti        | Grosseto          | definitivo    |
| D        | Dario Romano            | OltrepoVoghera    | definitivo    |
| C        | Davide Baiocco          | Akragas           | definitivo    |
| C        | Ivan Buonocunto         | Lecco             | definitivo    |
| C        | Francesco Ferrini       | Civitanovese      | definitivo    |
| C        | Giuseppe Picone         | Asti              | prestito      |
| C        | Massimiliano Sampaolesi | Forlì             | fine prestito |
| C        | Filippo Tanaglia        | Correggese        | definitivo    |
| A        | Francesco Morga         | Arezzo            | definitivo    |
| A        | Fausto Ferrari          | Lumezzane         | fine prestito |

### Sessione invernale
| Acquisti | Acquisti           | Acquisti | Acquisti      |
| R.       | Nome               | da       | Modalità      |
| -------- | ------------------ | -------- | ------------- |
| D        | Santiago Morero    | Grosseto | definitivo    |
| C        | Giuseppe Picone    | Asti     | fine prestito |
| A        | Domenico Germinale | SPAL     | prestito      |
| A        | Antimo Iunco       | Trapani  | definitivo    |

| Cessioni | Cessioni                | Cessioni  | Cessioni   |
| R.       | Nome                    | a         | Modalità   |
| -------- | ----------------------- | --------- | ---------- |
| D        | Manuel Ferrani          | Pordenone | definitivo |
| D        | Andrea Pappaianni Lenzi | SPAL      | prestito   |
| A        | Luigi Scotto            | Torres    | definitivo |

## Risultati

### Campionato

#### Girone di andata
| Arbitro: | Rossi (Rovigo) |

|               |           |  |
| Valentini 21’ | Marcatori |  |

| Arbitro: | Luciano (Lamezia Terme) |

|                                      |           |                         |
| Piccinni 16’ Bruno 44’ Galuppini 54’ | Marcatori | 13’ Rantier 47’ Marconi |

| Arbitro: | Piccinini (Forlì) |

|             |           |              |
| Marconi 69’ | Marcatori | 45’ González |

| Arbitro: | Bichisecchi (Livorno) |

|  |           |                |
|  | Marcatori | 8’, 55’ Guazzo |

| Arbitro: | Piscopo (Imperia) |

|                     |           |                        |
| Taddei 3’ Guazzo 9’ | Marcatori | 19’ (rig.), 35’ Soncin |

| Arbitro: | Robilotta (Sala Consilina) |

|           |           |            |
| Mogoș 40’ | Marcatori | 15’ Guazzo |

| Arbitro: | Di Ruberto (Nocera Inferiore) |

|                           |           |                     |
| Marconi 17’ Mezavilla 58’ | Marcatori | 3’ Lendrić 65’ Fink |

| Arbitro: | Rasia (Bassano del Grappa) |

|           |           |               |
| Manaj 22’ | Marcatori | 40’ Mezavilla |

| Arbitro: | Prontera (Bologna) |

|                                    |           |  |
| Cavalli 45’ Marconi 63’ Guazzo 73’ | Marcatori |  |

| Arbitro: | D'Apice (Arezzo) |

|                  |           |  |
| Momentè 51’, 53’ | Marcatori |  |

| Arbitro: | Mainardi (Bergamo) |

|             |           |  |
| Marconi 88’ | Marcatori |  |

| Arbitro: | Formato (Benevento) |

|  |           |                          |
|  | Marcatori | 13’ Taddei 30’ Mezavilla |

| Arbitro: | Paolini (Ascoli Piceno) |

|             |           |                                   |
| Candido 10’ | Marcatori | 56’ (rig.), 67’ Marconi 86’Terigi |

| Arbitro: | Marini (Roma) |

|                      |           |                                            |
| Anastasi 5’ Vita 71’ | Marcatori | 18’ Taddei 75’ Mezavilla 87’ (aut.) Perini |

| Arbitro: | Giovani (Grosseto) |

|                  |           |  |
| Rantier 24’, 57’ | Marcatori |  |

| Arbitro: | Rapuano (Rimini) |

|  |           |                       |
|  | Marcatori | 49’ Rantier 64’Guazzo |

| Alessandria 17 dicembre 2014, ore 18:00 CET 13ª giornata (recupero) | Alessandria       | 0 – 0 referto | Bassano Virtus | Stadio Giuseppe Moccagatta (2.598 spett.)\| Arbitro: \| Martinelli (Roma) \| |
| Arbitro:                                                            | Martinelli (Roma) |               |                |                                                                              |

| Arbitro: | Panarese (Lecce) |

|               |           |            |
| Valentini 82’ | Marcatori | 81’Florian |

| Arbitro: | Lacagnina (Caltanissetta) |

|  |           |                                            |
|  | Marcatori | 4’ Marconi 26’ (rig.) Taddei 64’ Mezavilla |

#### Girone di ritorno
| Arbitro: | Pietropaolo (Modena) |

|                    |           |  |
| Said 2’ Caridi 12’ | Marcatori |  |

| Alessandria 17 gennaio 2015, ore 19:30 CET 21ª giornata | Alessandria     | 0 – 0 referto | Real Vicenza | Stadio Giuseppe Moccagatta (2.047 spett.)\| Arbitro: \| Morreale (Roma) \| |
| Arbitro:                                                | Morreale (Roma) |               |              |                                                                            |

| Arbitro: | Illuzzi (Molfetta) |

|                         |           |             |
| Foglio 27’ Dickmann 47’ | Marcatori | 25’ Rantier |

| Arbitro: | Andreini (Forlì) |

|             |           |  |
| Rantier 39’ | Marcatori |  |

| Arbitro: | Dei Giudici (Latina) |

|  |           |                     |
|  | Marcatori | 50’ (aut.) Cristini |

| Arbitro: | Pillitteri (Palermo) |

|                                     |           |          |
| Marconi 14’ Rantier 60’ Cavalli 65’ | Marcatori | 90’Varas |

| Arbitro: | Prontera (Bologna) |

|            |           |                            |
| Marras 43’ | Marcatori | 22’ (aut.) Zullo 44’ Iunco |

| Arbitro: | Valiante (Nocera Inferiore) |

|                    |           |  |
| Rantier 79’ (rig.) | Marcatori |  |

| Arbitro: | Pelagatti (Arezzo) |

|           |           |                 |
| Iunco 17’ | Marcatori | 7’ (rig.)Cerone |

| Arbitro: | Baroni (Firenze) |

|  |           |               |
|  | Marcatori | 20’ Mezavilla |

| Arbitro: | Capilungo (Lecce) |

|               |           |              |
| Germinale 51’ | Marcatori | 90’ Spinelli |

| Arbitro: | Caso (Verona) |

|           |           |               |
| Guidi 62’ | Marcatori | 77’ Mezavilla |

| Arbitro: | Rapuano (Rimini) |

|                                   |           |                              |
| Cattaneo 18’ Pietribiasi 61’, 65’ | Marcatori | 45’ Morero 70’ Vitofrancesco |

| Arbitro: | Proietti (Terni) |

|                               |           |  |
| Spighi 20’ Mora 68’ Iunco 90’ | Marcatori |  |

| Arbitro: | Amoroso (Paola) |

|  |           |          |
|  | Marcatori | 1’ Torri |

| Salò 18 aprile 2015, ore 17:00 CEST 35ª giornata | Feralpisalò   | 0 – 0 referto | Alessandria | Stadio Lino Turina (600 spett.)\| Arbitro: \| Marini (Roma) \| |
| Arbitro:                                         | Marini (Roma) |               |             |                                                                |

| Arbitro: | Di Martino (Teramo) |

|  |           |           |
|  | Marcatori | 48’ Giosa |

| Meda 1º maggio 2015, ore 15:00 CEST 37ª giornata | Renate                        | 0 – 0 referto | Alessandria | Stadio Città di Meda (500 spett.)\| Arbitro: \| Di Ruberto (Nocera Inferiore) \| |
| Arbitro:                                         | Di Ruberto (Nocera Inferiore) |               |             |                                                                                  |

| Arbitro: | Prontera (Bologna) |

|                    |           |           |
| Rantier 17’ (rig.) | Marcatori | 67’ Greco |

### Coppa Italia

#### Preliminari
| Arbitro: | Marinelli (Tivoli) |

|              |           |  |
| Mezavilla 8’ | Marcatori |  |

| Arbitro: | Merchiori (Ferrara) |

|           |           |  |
| Thiam 39’ | Marcatori |  |

### Coppa Italia Lega Pro

#### Fase a eliminazione diretta
| Arbitro: | Massimi (Termoli) |

|                            |           |  |
| Guazzo 5’ Rantier 50’, 68’ | Marcatori |  |

| Arbitro: | Giua (Pisa) |

|                                                   |           |                |
| Taddei 5’, 18’ Sirri 44’ Scotto 45’ Valentini 82’ | Marcatori | 16’ Falconieri |

| Arbitro: | Rossi (Rovigo) |

|                                              |           |  |
| Defendi 15’ Ganz 29’ (rig.), 34’ Cortesi 59’ | Marcatori |  |

## Statistiche

### Statistiche di squadra
| Competizione          | Punti | In casa | In casa | In casa | In casa | In casa | In casa | In trasferta | In trasferta | In trasferta | In trasferta | In trasferta | In trasferta | Totale | Totale | Totale | Totale | Totale | Totale | DR  |
| Competizione          | Punti | G       | V       | N       | P       | Gf      | Gs      | G            | V            | N            | P            | Gf           | Gs           | G      | V      | N      | P      | Gf     | Gs     | DR  |
| --------------------- | ----- | ------- | ------- | ------- | ------- | ------- | ------- | ------------ | ------------ | ------------ | ------------ | ------------ | ------------ | ------ | ------ | ------ | ------ | ------ | ------ | --- |
| Lega Pro              | 65    | 19      | 8       | 9       | 2       | 24      | 12      | 19           | 9            | 5            | 5            | 27           | 19           | 38     | 17     | 14     | 7      | 51     | 31     | +20 |
| Coppa Italia          |       | 1       | 1       | 0       | 0       | 1       | 0       | 1            | 0            | 0            | 1            | 0            | 1            | 2      | 1      | 0      | 1      | 1      | 1      | 0   |
| Coppa Italia Lega Pro |       | 2       | 2       | 0       | 0       | 8       | 1       | 1            | 0            | 0            | 1            | 0            | 4            | 3      | 2      | 0      | 1      | 8      | 5      | +3  |
| Totale                |       | 22      | 11      | 9       | 2       | 33      | 13      | 21           | 9            | 5            | 7            | 27           | 24           | 43     | 20     | 14     | 9      | 60     | 37     | +23 |

### Statistiche dei giocatori
| Giocatore           | Lega Pro | Lega Pro | Lega Pro    | Lega Pro   | Coppa Italia | Coppa Italia | Coppa Italia | Coppa Italia | Coppa Italia Lega Pro | Coppa Italia Lega Pro | Coppa Italia Lega Pro | Coppa Italia Lega Pro | Totale   | Totale | Totale      | Totale     |
| Giocatore           | Presenze | Reti     | Ammonizioni | Espulsioni | Presenze     | Reti         | Ammonizioni  | Espulsioni   | Presenze              | Reti                  | Ammonizioni           | Espulsioni            | Presenze | Reti   | Ammonizioni | Espulsioni |
| ------------------- | -------- | -------- | ----------- | ---------- | ------------ | ------------ | ------------ | ------------ | --------------------- | --------------------- | --------------------- | --------------------- | -------- | ------ | ----------- | ---------- |
| G. Cavalli          | 15       | 2        | 1           | 0          | -            | -            | -            | -            | 1                     | 0                     | 0                     | 0                     | 16       | 2      | 1           | 0          |
| M. Ferrani          | 4        | 0        | 0           | 0          | 2            | 0            | 1            | 0            | 2                     | 0                     | 1                     | 0                     | 8        | 0      | 2           | 0          |
| Gentile             | -        | -        | -           | -          | -            | -            | -            | -            | 2                     | 0                     | 0                     | 0                     | 2        | 0      | 0           | 0          |
| D. Germinale        | 13       | 1        | 2           | 0          | -            | -            | -            | -            | -                     | -                     | -                     | -                     | 13       | 1      | 2           | 0          |
| M. Guazzo           | 15       | 6        | 3           | 0          | 2            | 0            | 1            | 0            | 2                     | 1                     | 1                     | 0                     | 19       | 7      | 5           | 0          |
| A. Iunco            | 14       | 3        | 6           | 1          | -            | -            | -            | -            | -                     | -                     | -                     | -                     | 14       | 3      | 6           | 1          |
| M. Marconi          | 35       | 9        | 5           | 0          | 2            | 0            | 0            | 0            | 1                     | 0                     | 0                     | 0                     | 38       | 9      | 5           | 0          |
| A. Mezavilla        | 35       | 7        | 3           | 0          | 2            | 1            | 1            | 0            | 2                     | 0                     | 0                     | 0                     | 39       | 8      | 4           | 0          |
| L. Mora             | 29       | 1        | 11          | 2          | 2            | 0            | 1            | 0            | 3                     | 0                     | 0                     | 0                     | 34       | 1      | 12          | 2          |
| S. Morero           | 14       | 1        | 6           | 1          | -            | -            | -            | -            | -                     | -                     | -                     | -                     | 14       | 1      | 6           | 1          |
| G. Nicolao          | 12       | 0        | 1           | 0          | 2            | 0            | 0            | 0            | 3                     | 0                     | 0                     | 0                     | 17       | 0      | 1           | 0          |
| E. Nordi            | 36       | -29      | 2           | 0          | 2            | -1           | 0            | 0            | -                     | -                     | -                     | -                     | 38       | -30    | 2           | 0          |
| K. Obodo (II)       | 35       | 0        | 7           | 0          | 2            | 0            | 1            | 0            | 2                     | 0                     | 0                     | 0                     | 39       | 0      | 8           | 0          |
| A. Pappaianni Lenzi | 3        | 0        | 0           | 0          | -            | -            | -            | -            | 2                     | 0                     | 1                     | 0                     | 5        | 0      | 1           | 0          |
| G. Picone           | 1        | 0        | 1           | 0          | -            | -            | -            | -            | -                     | -                     | -                     | -                     | 1        | 0      | 1           | 0          |
| G. Poluzzi          | 2        | -2       | 0           | 1          | -            | -            | -            | -            | 3                     | -5                    | 0                     | 0                     | 5        | -7     | 0           | 1          |
| J. Rantier          | 29       | 9        | 5           | 0          | 1            | 0            | 0            | 0            | 2                     | 2                     | 0                     | 0                     | 32       | 11     | 5           | 0          |
| R. Sabato (II)      | 31       | 0        | 6           | 1          | -            | -            | -            | -            | 1                     | 0                     | 0                     | 0                     | 32       | 0      | 6           | 1          |
| L. Scotto           | 15       | 0        | 2           | 0          | 1            | 0            | 0            | 0            | 2                     | 1                     | 0                     | 0                     | 18       | 1      | 2           | 0          |
| A. Sirri            | 22       | 0        | 6           | 0          | -            | -            | -            | -            | 3                     | 1                     | 1                     | 0                     | 25       | 1      | 7           | 0          |
| C. Sosa             | 35       | 0        | 5           | 2          | 2            | 0            | 2            | 0            | 2                     | 0                     | 0                     | 0                     | 39       | 0      | 7           | 2          |
| M. Spighi           | 31       | 1        | 2           | 0          | 2            | 0            | 0            | 0            | 1                     | 0                     | 0                     | 0                     | 34       | 1      | 2           | 0          |
| R. Taddei           | 25       | 4        | 6           | 0          | 2            | 0            | 0            | 0            | 1                     | 2                     | 0                     | 0                     | 28       | 6      | 6           | 0          |
| L. Terigi           | 23       | 1        | 5           | 0          | 2            | 0            | 1            | 0            | 1                     | 0                     | 1                     | 0                     | 26       | 1      | 7           | 0          |
| M. Valentini        | 22       | 2        | 3           | 0          | 2            | 0            | 0            | 0            | 2                     | 1                     | 0                     | 0                     | 26       | 3      | 3           | 0          |
| F. Vitofrancesco    | 35       | 1        | 2           | 0          | -            | -            | -            | -            | 3                     | 0                     | 0                     | 0                     | 38       | 1      | 2           | 0          |
| L. Zarmanian        | -        | -        | -           | -          | -            | -            | -            | -            | 1                     | 0                     | 0                     | 0                     | 1        | 0      | 0           | 0          |

## Giovanili
- Responsabile organizzativo: Alberto Sala
- Coordinatore tecnico: Maurizio Ferrarese
- Scouting: Alessandro Soldati

- Segreteria: Stefano Carlet
- Allenatore squadra berretti: Andrea Zanchetta